# 帕塞島

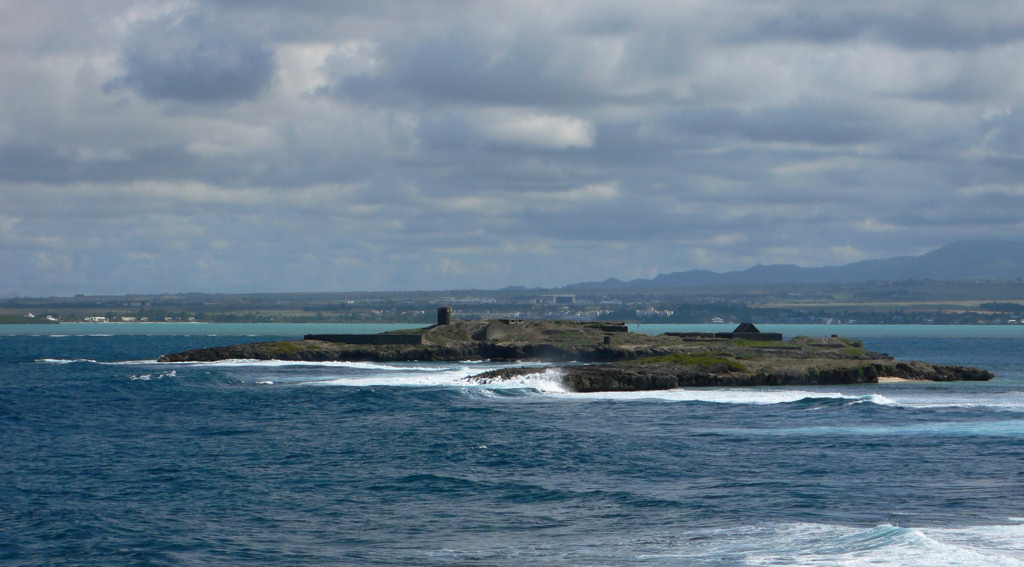
帕塞島

帕塞島（法語：Île de la Passe）是毛里裘斯的島嶼，位於該國東南部印度洋海域，長0.25公里、寬0.17公里，面積0.04平方公里，島上無人居住。1810年8月20日至25日期間，英國企圖從法國奪去該島主權，從而引發戰爭。
20°23′56″S 57°46′02″E / 20.39889°S 57.76722°E